# Mount Wittenberg Orca
| Совокупная оценка    | Совокупная оценка |
| Источник             | Оценка            |
| -------------------- | ----------------- |
| Metacritic           | 79/100            |
| Оценки критиков      |                   |
| Источник             | Оценка            |
| AllMusic             | [ 3 ]             |
| Consequence of Sound | B                 |
| Drowned in Sound     | 8/10              |
| Pitchfork            | 7.7/10            |
| PopMatters           | [ 7 ]             |
| Tiny Mix Tapes       | [ 8 ]             |

Mount Wittenberg Orca — мини-альбом американской группы Dirty Projectors при участии Бьорк, вышедший 30 июня 2010 года.

## Об альбоме

### Название
Гора Виттенберга (Mount Wittenberg), изображённая на обложке альбома, находится в Национальном парке Пойнт-Реес в Калифорнии. Использование в названии этого места связано с тем, что участница группы Эмбер Коффман во время прогулки по парку увидела возле берега стаю китов. Автор песен для альбома Дэвид Лонгстрет (лидер Dirty Projectors) использовал впечатления Эмбер и написал песни на морскую тематику, а Бьорк исполнила в них партию кита-мамы.
Слово Orca, означающее косатку, фигурировало и в названии альбома Dirty Projectors 2009 года — Bitte Orca.

### Запись
Участники Dirty Projectors дали совместный концерт с Бьорк 8 мая 2009 года на благотворительном мероприятии организации Housing Works, которая занимается помощью бездомным и больным СПИДом. Они исполнили семь композиций Лонгстрета для пяти голосов и акустической гитары, написанных специально для этого концерта за один месяц. Концерт проходил в небольшом книжном магазине (Housing Works Bookstore & Café) в Нью-Йорке.
Через год, с 29 апреля по 1 мая 2010 года, данный материал был записан в студии Rare Book Room в Бруклине. Запись была сделана в максимально «живом» варианте, с минимумом последующих наложений. 30 июня она была выпущена в виде EP, доступного для скачивания. Первоначально альбом существовал только в цифровом формате, однако ещё через год, 24 октября 2011 года, он был издан также на CD и виниле компанией Domino Records.
Аудио и видео с альбома доступны для скачивания (за плату от 7 до 100 долларов) на сайте альбома https://web.archive.org/web/20100704063602/http://www.mountwittenbergorca.com/, при этом все вырученные средства направляются на программу Национального географического общества по защите морских ресурсов.

## Список композиций
Слова и музыка всех песен — Дэвид Лонгстрет..
| №  | Название                         | Длительность |
| -- | -------------------------------- | ------------ |
| 1. | «Ocean»                          | 2:09         |
| 2. | «On and Ever Onward»             | 2:01         |
| 3. | «When the World Comes to an End» | 3:08         |
| 4. | «Beautiful Mother»               | 2:16         |
| 5. | «Sharing Orb»                    | 2:48         |
| 6. | «No Embrace»                     | 4:14         |
| 7. | «All We Are»                     | 4:44         |

## Участники записи
- Вокал: Бьорк, Дэвид Лонгстрет, Эмбер Коффман, Хейли Декл, Энджел Дерадуриан
- Инструменты: Дэвид Лонгстрет, Брайан МакОмбер, Натаниэль Болдуин
- Продюсер: Дэвид Лонгстрет
- Микширование: Николас Вернс, Дэвид Лонгстрет, Бьорк
- Мастеринг: Джо Ламберт
- Автор песен: Дэвид Лонгстрет